# Инкал
Инкал (L'Incal) — это серия французских графических романов, написанных Алехандро Ходоровски и первоначально проиллюстрированных Жаном Жиро. Инкал, первые страницы которого первоначально были выпущены как Une aventure de John Difool («Приключение Джона Дифула») в Métal hurlant и опубликованы Les Humanoïdes Associés, представил «Jodoverse» Ходоровского (или «Вселенную Метабаронов»), вымышленную вселенную, в которой происходят его научно-фантастические комиксы. Это эпическая космическая опера, в которой сочетаются фантастические межгалактические путешествия, наука, технологии, политические интриги, заговоры, мессианизм, мистицизм, поэзия, разврат, любовные истории и сатира. Инкал включает и расширяет концепции и художественные работы из заброшенного кинопроекта «Дюна» режиссера Ходоровски и дизайнера Жиро начала 1970-х годов.
Первоначально опубликованный частями в период с 1980 по 1988 год во французском журнале Métal Hurlant, за которым последовали «До Инкала» (1988—1995, с Зораном Джанджетовым), «После Инкала» (2000, с Жаном Жиро) и «Последний Инкал» (2008—2014, с Хосе Ладренном), он был описан как претендент на «лучший комикс» в истории медиума. Из него вышли спин-оффы сериалов «Метабароны», «Техноприесты» и «Мегалекс».

## Содержание

### «Инкал»
Действие разворачивается в мрачной столице незначительной ресурсодобывающей планеты в галактической империи, где доминируют люди, а также берги, инопланетяне, похожие на птиц без перьев и проживающие в соседней галактике, составляют еще один силовой блок. Все начинается с рассказа Джона Дифула о том, что группа в масках сбросила его с Аллеи самоубийц в большое кислотное озеро в самом низу города, но, к счастью, спасен полицейской командой андроидов. Во время допроса он отрицает, что получил Светлый Инкал - кристалл огромной и бесконечной силы (он направляет и защищает тех, кто в него верит), от умирающего берга. Затем Инкал пытаются заполучить самые разные стороны: военные подразделения бергов, коррумпированное правительство великого Пит-сити, повстанческая группа Амок (возглавляемая Танатой, "королевой разбойников") и Церковь Индустриальных Святых, обычно называемая Технослужителями или Техно-Техносом - зловещий технократический культ, который поклоняется Темному Инкалу, как олицетворению самой космической Тьмы. Красавица Анима (намек на аниму), выбранная Светлым Инкалом хранительница, тоже ищет его. Во время путешествия к Дифулу и Дипо (верной бетонной чайке Дифула) присоединяются сама Анима, будучи повелительницей крыс-мутантов, живущих глубоко под поверхностью планеты, Метабарон - самый известный и умный охотник за головами в галактике, Солун - приемный сын Метабарона, Таната (сестра Анимы) и Килл "Песья Голова". Задачей команды становится спасение вселенной от сил Темного Инкала, а Технослужители производят и запускают в космос так называемое "Яйцо Тьмы", предназначенное для уничтожения целых звезд и превращения их в углеродную материю.
Когда тьма побеждена, Дифул предстает перед Орхом, отеческим божеством, которое говорит ему, что он должен помнить то, чему был свидетелем. Когда Дифул падает, он оказывается там, где был вначале, падая в шахту.

## Список альбомов
- L’Incal (художник Мёбиус)
  - 1 L’Incal noir (1981)
  - 2 L’Incal lumière (1981)
  - 3 Ce qui est en bas (1983)
  - 4 Ce qui est en haut (1985)
  - 5 La Cinquième Essence. 1, Galaxie qui songe (1988)
  - 6 La Cinquième Essence. 2, La Planète Difool (1988)

- Avant l’Incal (художник Zoran Janjetov)
  - 1 Adieu le père (1988)
  - 2 Détective privé de classe «R» (1990)
  - 3 Croot (1991)
  - 4 Anarcopsychotiques (1992)
  - 5 Ouisky, SPV et homéoputes (1993)
  - 6 Suicide allée (1995)

- Après l’Incal (художник Мёбиус)
  - 1 Le Nouveau rêve (11/2000)

- Final Incal (художник Ladrönn)
  - 1 Les quatre John Difool, version luxe n&b (чёрно-белая) (03/2008), (цветная, 05/2008)
  - 2 Louz de Garra (2011)
  - 3 Gorgo le sale (2014)